# Chương trình khách bay thường xuyên
Chương trình khách bay thường xuyên (FFP) là chương trình khách hàng thân thiết được cung cấp bởi một hãng hàng không.
Nhiều hãng hàng không có các chương trình thường xuyên-tờ được thiết kế để khuyến khích khách hàng hãng hàng không tham gia chương trình tích lũy điểm (còn gọi là dặm, hay đoạn) mà sau đó có thể được cứu chuộc cho du lịch hàng không hoặc phần thưởng khác.  Điểm kiếm được theo FFP có thể dựa trên loại giá vé, khoảng cách bay trên hãng hàng không đó hoặc đối tác của hãng hoặc số tiền được trả.  Có nhiều cách khác để kiếm điểm.  Ví dụ, trong những năm gần đây, đã kiếm được nhiều điểm hơn bằng cách sử dụng thẻ tín dụng và thẻ ghi nợ đồng thương hiệu so với du lịch hàng không.  Một cách khác để kiếm điểm là chi tiền tại các cửa hàng bán lẻ liên kết, công ty cho thuê xe hơi, khách sạn hoặc các doanh nghiệp liên kết khác.  Điểm có thể được quy đổi cho du lịch hàng không, hàng hóa hoặc dịch vụ khác hoặc để tăng thêm lợi ích, chẳng hạn như nâng cấp hạng du lịch, truy cập phòng chờ sân bay, truy cập theo dõi nhanh hoặc đặt chỗ ưu tiên.
Các chương trình khách bay thường xuyên có thể được xem là một loại tiền ảo nhất định, một loại có dòng tiền duy nhất để mua điểm, nhưng không đổi lại thành tiền.

## Lịch sử
Mặc dù United Airlines đã theo dõi khách hàng từ những năm 1950, nhưng chương trình khách bay thường xuyên hiện đại đầu tiên được tạo ra vào năm 1972 bởi Western Direct Marketing cho United.  Nó đã đưa ra các mảng và tài liệu quảng cáo cho các thành viên.  Năm 1979, Texas International Airlines đã tạo ra chương trình khách hàng thường xuyên đầu tiên sử dụng tính năng theo dõi số dặm để trao 'phần thưởng' cho hành khách của mình, trong khi năm 1980 Western Airlines đã tạo ra Travel Bank, cuối cùng trở thành một phần của chương trình Delta Air Lines khi sáp nhập 1987. American Airlines ' AAdvantage chương trình ra mắt vào năm 1981 như một sự sửa đổi của một khái niệm không bao giờ nhận ra từ năm 1979 mà có thể đã được đưa ra giá vé đặc biệt cho khách hàng thường xuyên.  Cuối năm đó, các chương trình từ United Airlines (Mileage Plus), Delta (Chương trình khách bay thường xuyên của Delta Air Lines, sau đó đổi thành SkyMiles), Continental Airlines (OnePass), Air Canada (Cao độ) và năm 1982 từ British Airways (Câu lạc bộ điều hành).
Kể từ đó, các chương trình khách bay thường xuyên đã phát triển rất lớn.  Tính đến tháng 1 năm 2005, tổng cộng 14 nghìn tỷ điểm khách hàng thường xuyên đã được tích lũy bởi mọi người trên toàn thế giới, tương ứng với tổng giá trị 700 tỷ đô la Mỹ. Tom Stuker là phi công thường xuyên nhất trên thế giới đã truy nhập trên 18 triệu dặm với United.

## Tích lũy

### Bay
Hầu hết các hãng hàng không lớn hơn trên thế giới đều có chương trình khách hàng thường xuyên; mỗi cái có một tên chương trình, các chính sách và hạn chế liên quan đến việc tham gia, tích lũy và đổi điểm.
Phương pháp chính để có được điểm trong chương trình khách hàng thường xuyên cho đến những năm gần đây là bay với hãng hàng không liên quan.  Hầu hết các hệ thống thưởng cho khách du lịch một số điểm cụ thể dựa trên quãng đường đã đi (chẳng hạn như 1 điểm trên mỗi dặm bay), mặc dù các hệ thống khác nhau.  Nhiều hãng hàng không giảm giá, thay vì thưởng điểm trên mỗi dặm, điểm thưởng cho các phân đoạn chuyến bay thay cho khoảng cách hoặc số tiền phải trả.  Ví dụ: một số hãng hàng không ở châu Âu cung cấp một số điểm cố định cho các chuyến bay nội địa hoặc nội địa châu Âu bất kể khoảng cách (nhưng thay đổi tùy theo hạng du lịch).  Với sự ra đời của các liên minh hàng không và các chuyến bay chia sẻ mã, các chương trình khách hàng thường xuyên được mở rộng để cho phép các lợi ích được sử dụng trên các hãng hàng không đối tác.

#### Điểm thưởng
Hầu hết, nếu không phải tất cả, các chương trình thưởng thu nhập thưởng cho hành khách trên khoang cao cấp và cho các thành viên ưu tú của họ dựa trên trạng thái hạng; thu thêm 25% -100% dặm bay là tiền thưởng chung.  Mặc dù các điểm thưởng này không được tính vào mức tăng đối với (hoặc duy trì) trạng thái ưu tú, chúng được tính vào tổng số dư của thành viên cho các mục đích quy đổi thông thường.

#### Bảo lãnh tín dụng tối thiểu
Một số chương trình giải thưởng đầy đủ 500 điểm (hoặc bảo lãnh tín dụng tối thiểu tương tự) cho các chuyến bay không ngừng kéo dài ít hơn 500 dặm.  Chương trình của một hãng hàng không có thể trao bảo lãnh này cho tất cả các thành viên bất kể tình trạng ưu tú, hoặc họ chỉ có thể bảo lưu đặc quyền này cho các thành viên ưu tú của họ.

### Mua thẻ tín dụng
Nhiều công ty thẻ tín dụng hợp tác với các hãng hàng không để cung cấp thẻ tín dụng đồng thương hiệu hoặc khả năng chuyển điểm trong chương trình khách hàng thân thiết của họ sang chương trình của một hãng hàng không.  Tiền thưởng đăng ký lớn và các ưu đãi khác là phổ biến.  Tích lũy điểm thông qua tiền thưởng thẻ tín dụng và chi tiêu cho phép khách du lịch không thường xuyên được hưởng lợi từ chương trình khách hàng thường xuyên.
Với thẻ tín dụng phần thưởng du lịch không liên kết, chủ thẻ có thể mua vé không gian tích cực được coi là hạng "doanh thu", có thể kiếm được điểm hành khách khi hãng hàng không bay.

### Mua hàng hóa khác
Các chương trình khách bay thường xuyên có thể cung cấp điểm thông qua các phương tiện khác, chẳng hạn như mua thực phẩm hoặc hàng hóa được bán bởi một công ty liên kết.  Kỹ sư người Mỹ David Phillips trở nên được gọi là " Pudding Guy " vào năm 2000 để mua $ 3.140 của Healthy Choice bánh pudding mà trao cho ông 1.253.000 dặm AAdvantage.

## Tình trạng ưu tú
Đôi khi, các hãng hàng không có thể cung cấp các chương trình khuyến mãi dặm đôi ưu tú (EQM), giúp tăng tốc độ thăng hoa của thành viên (hoặc duy trì) bằng cách giảm yêu cầu về số dặm bay.
Một số hãng cũng yêu cầu những người bay thường xuyên phải chi một khoản tiền đặt trước cho vé trước khi họ đủ điều kiện nhận trạng thái ưu tú.  Điều này là ngoài các yêu cầu dặm-bay mà đã tại chỗ.  Delta đã chuyển sang các yêu cầu về tình trạng ưu tú dựa trên doanh thu vào tháng 1 năm 2014, United vào tháng 3 năm 2015, với American Airlines là hãng hàng không cuối cùng trong số ba hãng hàng không Mỹ chuyển sang vào ngày 1 tháng 8 năm 2016.  Điều này đã dẫn đến một số người bay thường xuyên phá giá các chương trình đó so với các chương trình khác, vì mô hình thay đổi có thể ít bổ ích hơn cho những người bay thường xuyên.

## Chuộc lỗi
Sau khi tích lũy một số điểm nhất định, các thành viên sau đó sử dụng các điểm này để lấy vé máy bay.  Tuy nhiên, điểm chỉ trả cho giá vé cơ sở, với thành viên vẫn chịu trách nhiệm thanh toán các khoản thuế và phí bắt buộc. 

### Chuyến bay
Mặc dù là một chủ đề gây tranh cãi và là nguồn gây thất vọng cho những người thường xuyên bay, các chuyến bay trao giải vẫn là hàng hóa chính được mua bởi các thành viên sử dụng điểm.  Mặc dù các liên minh và quan hệ đối tác đã tạo điều kiện cho quá trình đổi quà cho một số chương trình, sự sẵn có của ghế thưởng vẫn phải chịu ngày mất điện và biến động theo mùa, vì các hãng hàng không sử dụng số liệu thống kê, quản lý năng suất và công thức kiểm soát năng lực để xác định số lượng ghế để phân bổ.
Sự thiếu sẵn có này đã được giảm bớt bởi các chương trình phần thưởng không phải của hãng hàng không, chẳng hạn như một số thẻ tín dụng (xem ở trên) và các chương trình khác của công ty (Expedia Awards, Starwood Preferred Guest) bằng cách cho phép thành viên sử dụng điểm để tìm kiếm và mua vé doanh thu như thể sử dụng tiền mặt.  

### Sản phẩm và dịch vụ
Tùy thuộc vào chương trình của một hãng hàng không, các thành viên cũng có thể đổi điểm để nâng cấp cabin, ở khách sạn, thuê xe và mua các mặt hàng bán lẻ khác nhau.  Ví dụ trên chương trình AAdvantage của American Airlines, chúng ta có thể trả cho một hoàn chỉnh kỳ nghỉ trọn gói chỉ với điểm.

### Giá trị của điểm
Khách du lịch thường tranh luận về số điểm tích lũy có giá trị, một số điểm rất khác nhau dựa trên cách họ được đổi.  Ước tính là khoảng 1-2 xu mỗi điểm dựa trên chiết khấu (chứ không phải giá vé đầy đủ) chi phí du lịch hạng phổ thông.
Tác giả của luận án tiến sĩ kinh tế xuất bản năm 2014 tại Đại học Monash, Melbourne, Úc, đã kiểm tra giá trị tương đương tiền mặt (sức mua) của các điểm trung thành, tác động của FFP đối với hành vi và thặng dư của người tiêu dùng, và các vấn đề về thuế xung quanh FFP.  Không giống như hầu hết các nghiên cứu trước đây về FFP, nghiên cứu này đã sử dụng dữ liệu từ một FFP thực tế.  Giá trị tương đương tiền mặt của điểm trung thành trong năm 2010 được ước tính nằm trong khoảng từ 0,0066 đô la đến 0,0084 đô la Úc.  Tuy nhiên, phạm vi này đã loại trừ giá trị lợi ích trạng thái cho thành viên trạng thái.  Điểm trung thành mà một thành viên FFP đạt được trên mỗi chuyến bay tương đương với mức giảm giá hiện vật trên giá vé máy bay trung bình 3,3% cho các thành viên có trạng thái thấp nhất, 3,96% cho các thành viên có trạng thái trung bình và 4,63% cho các thành viên có trạng thái cao cấp.  Một cuộc khảo sát chi tiết được thực hiện vào năm 2010 trong một mẫu đại diện của hơn 3300 thành viên của FFP cụ thể đó cho thấy một tỷ lệ lớn khách du lịch và doanh nhân thừa nhận sẵn sàng trả giá vé cao hơn - phí bảo hiểm FFP - để bay với hãng hàng không tài trợ vì họ Thành viên FFP.  Phí bảo hiểm FFP trung bình được ước tính là khoảng 8% và khác biệt về mặt thống kê giữa khách du lịch và khách kinh doanh.  Giá trị tương đương tiền mặt của điểm trung thành được gói gọn trong phí bảo hiểm FFP được ước tính nằm trong khoảng từ 0,0108 đến 0,0153 đô la Úc, tùy thuộc vào trạng thái FFP của thành viên.
Các hãng hàng không tự đánh giá điểm trong báo cáo tài chính của họ ở mức dưới một phần nghìn của mỗi điểm. .  Điểm trung thành chắc chắn có giá trị tiền tệ ước tính cũng được phản ánh trong thực tế là một số chương trình cho phép quyên góp điểm thường xuyên cho các tổ chức từ thiện nhất định.

## Vấn đề kế toán và quản lý
Khách du lịch kinh doanh thường tích lũy các điểm có giá trị bằng tên riêng của họ, thay vì tên của các công ty đã trả tiền cho chuyến đi.  Điều này đã làm dấy lên mối lo ngại rằng công ty đang cung cấp một lợi ích miễn thuế (giải thưởng dựa trên điểm) cho nhân viên, hoặc rằng nhân viên đã chiếm đoạt giá trị thuộc về công ty, hoặc thậm chí phần thưởng đóng vai trò là một loại hối lộ khuyến khích khách du lịch chọn một hãng hàng không cụ thể hoặc đi du lịch không cần thiết.  Hầu hết các công ty xem xét dặm kiếm được bởi nhân viên của họ là một perk cá nhân có giá trị mà một phần bù đắp cho xay hàng ngày của du lịch kinh doanh thường xuyên, mặc dù một số tổ chức chính phủ đã cố gắng để ngăn chặn nhân viên của họ từ tích lũy dặm về du lịch chính thức.
Mặc dù từ lâu, người ta đã nhận ra rằng các phần thưởng FFP kiếm được trên các chuyến bay kinh doanh do nhà tuyển dụng tài trợ phải chịu thuế thu nhập hoặc lợi ích bên lề, nhưng điều này hiện không diễn ra ở đại đa số các quốc gia - một ngoại lệ đáng chú ý là Đức.  Một trong những lập luận chính chống lại việc thực thi thuế là thiếu cơ sở thuế tiền tệ.  Tuy nhiên, có thể lập luận rằng vì giá trị tương đương tiền của tiền tệ trung thành có thể được ước tính một cách hợp lý với dữ liệu công khai, giá trị này phù hợp làm cơ sở thuế.  Các rào cản ngăn chặn việc đánh thuế các phần thưởng FFP thường ít liên quan đến vấn đề định giá kỹ thuật, nhưng có liên quan nhiều hơn đến các ràng buộc pháp lý (ví dụ: "người sở hữu các điểm") và thường thiếu ý chí chính trị (ví dụ: "ai sẽ thua cuộc do đánh thuế ").  Công chức Úc và Đức không được phép đổi điểm tích lũy từ du lịch chính thức cho mục đích riêng tư.  Ví dụ về Úc xảy ra vào những năm 1990 khi Qantas và Ansett Australia không còn tồn tại cạnh tranh cho hợp đồng du lịch của chính phủ liên bang Úc; điều này được đưa ra như một yêu cầu hệ thống cho các công ty cạnh tranh để giành được hợp đồng.     
Tại Hoa Kỳ, Cơ quan Quản lý Dịch vụ Tổng hợp đã quy định, "lợi ích du lịch thường xuyên kiếm được [bởi nhân viên liên bang] liên quan đến du lịch chính thức, [chỉ] có thể được sử dụng cho du lịch chính thức, xem 41 CFR § 301-1.6 (f).  Hợp đồng chương trình khách hàng thường xuyên không được quy định chung.

## Vấn đề khí hậu và môi trường
Các chương trình khách hàng thường xuyên đã được xem xét kỹ lưỡng vì sự phổ biến và tăng trưởng nhanh chóng của du lịch hàng không, về cả tần suất mà các cá nhân bay và xu hướng di chuyển quãng đường dài hơn.  Cũng đã có những lời kêu gọi chấm dứt các chương trình khách bay thường xuyên.  Sự gia tăng số lượng khách du lịch siêu xe đã được xác định là một khía cạnh cụ thể của vấn đề vì sự đóng góp không cân xứng của nhóm cá nhân này vào khí thải nhà kính hàng không, và các chương trình khách hàng thường xuyên là một yếu tố góp phần.
Tiền lệ tồn tại để kết thúc các chương trình khách hàng thường xuyên.  Năm 2002, Na Uy đã thiết lập một lệnh cấm đối với các chương trình khách hàng thường xuyên trong nước nhằm thúc đẩy cạnh tranh giữa các hãng hàng không, và dỡ bỏ lệnh cấm vào năm 2013 khi tình hình cạnh tranh thay đổi. Năm 2005, Morten A. Meyer, Bộ trưởng Bộ hiện đại hóa hỏi những cơ quan cạnh tranh để xem xét gia hạn lệnh cấm Na Uy trên dặm khách hàng thường xuyên để bao gồm tất cả các khu vực Scandinavia.  Tại Mỹ năm 1989, một phó chủ tịch của Braniff nói rằng chính phủ nên xem xét việc chấm dứt các chương trình khách hàng thường xuyên, theo ông cho phép cạnh tranh không lành mạnh.

## Dặm chạy
Một "dặm chạy" là một chuyến đi máy bay được thiết kế và thực hiện duy nhất để đạt được tối đa dặm thường xuyên-tờ, điểm, hoặc tình trạng ưu tú.  Nếu một khách du lịch đã đạt được một số loại tình trạng ưu tú, sau đó du khách sẽ kiếm được dặm giải thưởng hoặc điểm trên dặm bay thực tế của mình hoặc điểm.  Tùy thuộc vào chương trình, du khách sẽ đạt được mục tiêu của họ sớm hơn nếu dặm họ tích luỹ được ưu tú dặm vòng loại.  Một chạy quãng đường đi có thể cho phép một khách du lịch để (lại) đủ điều kiện cho một mức độ ưu tú có lợi, đòi hỏi một số lượng tối thiểu dặm để đủ điều kiện.  Một số hãng hàng không đã thay đổi quy tắc khách hàng thường xuyên của họ để dặm thưởng dựa trên chi phí vé máy chứ không phải là khoảng cách tuyệt đối đi, có thể loại bỏ các ưu đãi cho số dặm chạy.

## Thử thách trạng thái
Thử thách trạng thái  có thể là một đề nghị thường không được công khai để tích lũy một lượng bay nhất định trong một khung thời gian rất ngắn (thường là 90 ngày), để đạt được trạng thái ưu tú.  Tình trạng cao hơn có thể hoặc không thể được đưa ra ngay lập tức nếu có thể thấy rằng du lịch đủ điều kiện (đặc biệt là du lịch không hoàn lại) đã được đặt trước khi thử thách được đưa ra, nếu không, tình trạng cao hơn sẽ được trao khi thử thách chính thức hoàn thành.  Trong một số trường hợp, một khoản phí cho một thách thức cũng có thể được tính.     thách thức về tình trạng cũng được sử dụng bởi các loại cơ sở khác, chẳng hạn như sòng bạc  và khách sạn.

## Trạng thái khớp
Một số hãng hàng không sẽ khớp trạng thái  với trạng thái của đối thủ cạnh tranh khi nộp đơn, thường là cho các hãng hàng không bên ngoài bất kỳ liên minh nào mà hãng hàng không sử dụng để khớp với trạng thái.  Điều này cho phép khách du lịch chuyển đổi chuyến đi dễ dàng hơn từ hãng này sang hãng khác (ví dụ: khi chủ lao động của hãng du lịch chuyển hãng do hợp đồng du lịch mới được ký).  Nó làm như vậy bằng cách duy trì các lợi ích ưu tú tương đương với hãng hàng không mới, mà không cần thời gian để vượt qua trong khi khách du lịch kiếm được lợi ích; điều này cũng có tác dụng phụ trong việc duy trì các lợi ích ưu tú với hãng hàng không trước đó, để người ta không phải từ bỏ người kia để cho phép chuyển đổi dần dần.     trận đấu trạng thái cũng được sử dụng bởi các loại cơ sở khác, chẳng hạn như sòng bạc, hành trình, khách sạn, và các công ty cho thuê xe.